# Denîs Sîlantiev
Denîs Sîlantiev (n. 3 octombrie 1976, Zaporijjea, RSS Ucraineană, URSS) este un înotător ucrainean, medaliat olimpic. A participat la 3 ediții ale Jocurilor Olimpice (1996, 2000, 2004) în care a câștigat 1 medalie de argint.